# Episodi di Soko 5113 (nona stagione)
La nona stagione della serie televisiva Soko 5113 è stata trasmessa in anteprima in Germania dalla ZDF tra il 22 ottobre 1990 e il 4 febbraio 1991.
| nº | Titolo originale                  | Titolo italiano | Prima TV Germania | Prima TV Italia |
| -- | --------------------------------- | --------------- | ----------------- | --------------- |
| 1  | Der Auftraggeber                  |                 | 22 ottobre 1990   |                 |
| 2  | Der Knastkönig                    |                 | 22 ottobre 1990   |                 |
| 3  | Die Qualität des Verräters        |                 | 29 ottobre 1990   |                 |
| 4  | Bella Bionda                      |                 | 5 novembre 1990   |                 |
| 5  | Vier Augen zuviel                 |                 | 12 novembre 1990  |                 |
| 6  | Die Vergangenheit kennt kein Ende |                 | 19 novembre 1990  |                 |
| 7  | Schmutzige Geschäfte              |                 | 26 novembre 1990  |                 |
| 8  | Mit letztem Einsatz               |                 | 3 dicembre 1990   |                 |
| 9  | Einen Zug voraus                  |                 | 10 dicembre 1990  |                 |
| 10 | Ein Freund zuviel                 |                 | 17 dicembre 1990  |                 |
| 11 | Rückkehr an einen fremden Ort     |                 | 7 gennaio 1991    |                 |
| 12 | Die Brave                         |                 | 14 gennaio 1991   |                 |
| 13 | Das Verhör                        |                 | 21 gennaio 1991   |                 |
| 14 | Der alte Schatten                 |                 | 28 gennaio 1991   |                 |
| 15 | Der synthetische Tod              |                 | 4 febbraio 1991   |                 |